# Copla de los siete niños
Copla de los siete niños es una copla escrita por Quintero, León y Quiroga en 1943 para la tonadillera Concha Piquer.

## Descripción
La canción recrea la historia de Los siete niños de Écija, una cuadrilla de bandoleros españoles, de principios del siglo XIX.
El tema obtuvo un enorme éxito en su momento, y alcanzó el puesto seis en las listas de éxitos de España en 1943.

## versiones
Fue versionado por Marifé de Triana en 1962. Sin embargo, la versión más famosa se debe a Encarnita Polo, de 1970, en la que se modifica la letra y se añade un sonido flamenco-pop, retitulándose el tema como Paco, Paco, Paco.
En 2013, Llum Barrera hizo una imitación de Encarnita Polo en el programa de Antena 3 Tu cara me suena, ganando dicha gala con la canción Paco, Paco, Paco.